# Stenhomalus overbecki
Stenhomalus overbecki là một loài bọ cánh cứng trong họ Cerambycidae.